# Grande Prêmio da Austrália de 2007 (Superbike)
O Grande Prêmio da Austrália de 2007 foi a segunda etapa da temporada de 2007 da World Superbike. Aconteceu no final de semana de 2-4 de Março de 2007 nos 4.445km de Philip Island na  Austrália.

## Corrida 1 de Superbike
| Pos | Piloto            | Moto                | Tempo     | Voltas | Pontos |
| --- | ----------------- | ------------------- | --------- | ------ | ------ |
| 1   | Troy Bayliss      | Ducati 999 F07      | 34'11.276 | 22     | 25     |
| 2   | James Toseland    | Honda CBR1000RR     | 34'13.372 | 22     | 20     |
| 3   | Max Biaggi        | Suzuki GSX-R1000 K7 | 34'21.419 | 22     | 16     |
| 4   | Noriyuki Haga     | Yamaha YZF-R1       | 34'30.199 | 22     | 13     |
| 5   | Troy Corser       | Yamaha YZF-R1       | 34'31.018 | 22     | 11     |
| 6   | Lorenzo Lanzi     | Ducati 999 F07      | 34'36.041 | 22     | 10     |
| 7   | Ruben Xaus        | Ducati 999 F06      | 34'38.680 | 22     | 9      |
| 8   | Max Neukirchner   | Suzuki GSX-R1000 K6 | 34'45.890 | 22     | 8      |
| 9   | Fonsi Nieto       | Kawasaki ZX-10R     | 34'46.615 | 22     | 7      |
| 10  | Steve Martin      | Honda CBR1000RR     | 34'47.514 | 22     | 6      |
| 11  | Roberto Rolfo     | Honda CBR1000RR     | 34'49.343 | 22     | 5      |
| 12  | Joshua Brookes    | Honda CBR1000RR     | 34'58.354 | 22     | 4      |
| 13  | Shinichi Nakatomi | Yamaha YZF-R1       | 35'09.847 | 22     | 3      |
| 14  | Jakub Smrz        | Ducati 999 F05      | 35'19.276 | 22     | 2      |
| 15  | Alessandro Polita | Suzuki GSX-R1000 K6 | 35'33.860 | 22     | 1      |
| 16  | Christian Zaiser  | MV Agusta F4 1000R  | 35'39.650 | 22     |        |
| 17  | Dean Ellison      | Ducati 999RS        | 35'41.460 | 22     |        |
| 18  | Jiri Drazdak      | Yamaha YZF-R1       | 34'26.636 | 21     |        |
| 19  | Regis Laconi      | Kawasaki ZX-10R     | Ret       |        |        |
| 20  | Michel Fabrizio   | Honda CBR1000RR     | Ret       |        |        |

## Corrida 2 de Superbike
| Pos | Rider             | Bike                | Time/Retired | Laps | Points |
| --- | ----------------- | ------------------- | ------------ | ---- | ------ |
| 1   | James Toseland    | Honda CBR1000RR     | 34'16.990    | 22   | 25     |
| 2   | Troy Bayliss      | Ducati 999 F07      | 34'17.264    | 22   | 20     |
| 3   | Noriyuki Haga     | Yamaha YZF-R1       | 34'23.906    | 22   | 16     |
| 4   | Max Biaggi        | Suzuki GSX-R1000 K7 | 34'24.003    | 22   | 13     |
| 5   | Troy Corser       | Yamaha YZF-R1       | 34'24.042    | 22   | 11     |
| 6   | Ruben Xaus        | Ducati 999 F06      | 34'40.166    | 22   | 10     |
| 7   | Lorenzo Lanzi     | Ducati 999 F07      | 34'43.461    | 22   | 9      |
| 8   | Max Neukirchner   | Suzuki GSX-R1000 K6 | 34'43.476    | 22   | 8      |
| 9   | Michel Fabrizio   | Honda CBR1000RR     | 34'43.476    | 22   | 7      |
| 10  | Roberto Rolfo     | Honda CBR1000RR     | 34'54.926    | 22   | 6      |
| 11  | Jakub Smrz        | Ducati 999 F05      | 34'58.298    | 22   | 5      |
| 12  | Joshua Brookes    | Honda CBR1000RR     | 35'05.662    | 22   | 4      |
| 13  | Shinichi Nakatomi | Yamaha YZF-R1       | 35'05.707    | 22   | 3      |
| 14  | Fonsi Nieto       | Kawasaki ZX-10R     | 35'30.085    | 22   | 2      |
| 15  | Alessandro Polita | Suzuki GSX-R1000 K6 | 35'30.872    | 22   | 1      |
| 16  | Christian Zaiser  | MV Agusta F4 1000R  | 35'34.915    | 22   |        |
| 17  | Dean Ellison      | Ducati 999RS        | Ret          |      |        |
| 18  | Regis Laconi      | Kawasaki ZX-10R     | Ret          |      |        |
| 19  | Jiri Drazdak      | Yamaha YZF-R1       | Ret          |      |        |
| 20  | Steve Martin      | Honda CBR1000RR     | Ret          |      |        |

## Classificação Supersport
| Pos | Piloto                | Moto            | Tempo     | Voltas | Pontos |
| --- | --------------------- | --------------- | --------- | ------ | ------ |
| 1   | Fabien Foret          | Kawasaki ZX-6R  | 33'46.218 | 21     | 25     |
| 2   | Kenan Sofuoglu        | Honda CBR600RR  | 33'46.922 | 21     | 20     |
| 3   | Broc Parkes           | Yamaha YZF-R6   | 33'48.461 | 21     | 16     |
| 4   | Sébastien Charpentier | Honda CBR600RR  | 33'52.633 | 21     | 13     |
| 5   | Katsuaki Fujiwara     | Honda CBR600RR  | 34'01.303 | 21     | 11     |
| 6   | Pere Riba             | Kawasaki ZX-6R  | 34'01.410 | 21     | 10     |
| 7   | Robbin Harms          | Honda CBR600RR  | 34'09.064 | 21     | 9      |
| 8   | Barry Veneman         | Suzuki GSX-R600 | 34'10.727 | 21     | 8      |
| 9   | Lorenzo Alfonsi       | Honda CBR600RR  | 34'12.364 | 21     | 7      |
| 10  | Yoann Tiberio         | Honda CBR600RR  | 34'15.631 | 21     | 6      |
| 11  | Kevin Curtain         | Yamaha YZF-R6   | 34'15.924 | 21     | 5      |
| 12  | Gregory Leblanc       | Honda CBR600RR  | 34'15.977 | 21     | 4      |
| 13  | Sebastien Gimbert     | Yamaha YZF-R6   | 34'21.536 | 21     | 3      |
| 14  | Craig Jones           | Honda CBR600RR  | 34'29.371 | 21     | 2      |
| 15  | David Salom           | Yamaha YZF-R6   | 34'29.628 | 21     | 1      |
| 16  | Vladimir Ivanov       | Yamaha YZF-R6   | 34'35.766 | 21     |        |
| 17  | Tatu Lauslehto        | Honda CBR600RR  | 34'41.984 | 21     |        |
| 18  | David Checa           | Yamaha YZF-R6   | 34'42.516 | 21     |        |
| 19  | Chris Seaton          | Yamaha YZF-R6   | 34'42.693 | 21     |        |
| 20  | Gilles Boccolini      | Kawasaki ZX-6R  | 34'49.683 | 21     |        |
| 21  | Simone Sanna          | Honda CBR600RR  | 34'49.692 | 21     |        |
| 22  | Judd Greedy           | Honda CBR600RR  | 34'55.424 | 21     |        |
| 23  | Yves Polzer           | Ducati 749R     | 35'00.806 | 21     |        |
| 24  | Miguel Praia          | Honda CBR600RR  | 35'01.418 | 21     |        |
| 25  | Jesco Gunther         | Honda CBR600RR  | 35'03.192 | 21     |        |
| 26  | Massimo Roccoli       | Yamaha YZF-R6   | 35'07.342 | 21     |        |
| 27  | David Forner          | Yamaha YZF-R6   | 35'24.353 | 21     |        |
| 28  | Gergo Talmacsi        | Yamaha YZF-R6   | 35'24.419 | 21     |        |
| 29  | Nikola Milovanovic    | Honda CBR600RR  | 34'05.891 | 20     |        |
| 30  | Gianluca Vizziello    | Yamaha YZF-R6   | Ret       |        |        |
| 31  | Matthieu Lagrive      | Honda CBR600RR  | Ret       |        |        |
| 32  | Gianluca Nannelli     | Ducati 749R     | Ret       |        |        |
| 33  | Chris Peris           | Yamaha YZF-R6   | Ret       |        |        |
| 34  | Julien Enjolras       | Yamaha YZF-R6   | Ret       |        |        |
| 35  | Joan Lascorz          | Honda CBR600RR  | Ret       |        |        |
| 36  | Davide Giugliano      | Kawasaki ZX-6R  | Ret       |        |        |
| 37  | Javier Fores          | Honda CBR600RR  | Ret       |        |        |
| 38  | Vesa Kallio           | Suzuki GSX-R600 | Ret       |        |        |